# Celebrity Duets : Philippine Edition
Celebrity Duets est une émission de télévision de chant philippine diffusée par GMA Network. Animée par Ogie Alcasid et Regine Velasquez, elle est diffusée entre le 11 août 2007 et le 14 novembre 2009.  
Il s'agit d'un concours de chant dans lequel des candidats chantent en duo avec des célébrités. L'émission est diffusée une fois par semaine et le public est invité à voter pour son candidat préféré. Chaque semaine le candidat ayant reçu le moins de voix est éliminé.   

## Participants

### Saison 1

#### Juges
- Mitch Valdez - Comédien
- Louie Ocampo - Compositeur et arrangeur
- Buboy Garovillo - Membre de l'APO Hiking Society

#### Candidats
| Candidat             | Profession                                                | Statut       | Date              |
| -------------------- | --------------------------------------------------------- | ------------ | ----------------- |
| Tessa Prieto-Valdez  | Icône de la mode et chroniqueuse                          | Gagnant      | 20 octobre 2007   |
| Jessica Rodriguez    | Actrice et entrepreneure                                  | 7e éliminé   | 20 octobre 2007   |
| Hayden Kho Jr.       | Modèle et chirurgien esthétique (Belo Medical Group)      | 6e éliminé   | 20 octobre 2007   |
| Manny Calayan        | Chirurgien esthétique (Calayan Surgicenter)               | 5ème éliminé | 13 octobre 2007   |
| Wyngard Tracy        | Agent artistique                                          | 4ème éliminé | 6 octobre 2007    |
| Tim Yap              | Animateur de télévision                                   | 3e éliminé   | 22 septembre 2007 |
| Frederick Peralta    | Styliste                                                  | 2e éliminé   | 1 septembre 2007  |
| Anna Theresa Licaros | Bb. Pilipinas Universe 2007, Miss Univers Photogenic 2007 | 1er éliminé  | 18 août 2007      |

#### Duos
| Candidat             | Célébrités |
| -------------------- | --- |
| Tessa Prieto-Valdez  | Kyla, Jolina Magdangal, Billy Crawford, Kitchie Nadal, Manilyn Reynes, Rufa Mae Quinto, Arnell Ignacio, Michael V., Joey G., Mike Hanopol et Aia of Imagol.  |
| Jessica Rodriguez    | Jay-R, Radha, Joey G., Vernie Varga, Janet Basco, Raymond Lauchengco, Martin Nievera, Cacai Velasquez-Mitra, Sheree, Bo Cerudo et Jaya .                     |
| Hayden Kho Jr.       | Agot Isidro, Nyoy Volante, Luke Mejares, Jamie Rivera, Jennylyn Mercado, Jon Joven, Robert Seña, Katrina Halili, Dingdong Dantes, Ayen Laurel et Jay Durias. |
| Manny Calayan        | Brenan Espartinez, Karel Marquez, Rachel Alejandro, Faith Cuneta, Allan K., Keempee de Leon, K Brosas, Aicelle Santos, Jenine Desiderio et Jeffrey Hidalgo.  |
| Wyngard Tracy        | Jaya, Wency Cornejo, Paolo Santos, Maricris Garcia, Basil Valdez, Jinky Vidal, Gabby Eigenmann, Mark Bautista et Kuh Ledesma .                               |
| Tim Yap              | Gian Magdangal, Janno Gibbs, Randy Santiago, Yasmien Kurdi, Pops Fernandez, Keith Martin et Jose Manalo .                                                    |
| Frederick Peralta    | Pilita Corrales, Bituin Escalante, Nonoy Zuñiga et Dulce. |
| Anna Theresa Licaros | Jett Pangan et Karylle . |

### Saison 2

#### Juges
- Freddie Santos - metteur en scène de concerts et de théâtre
- Danny Tan - compositeur et arrangeur
- Tessa Prieto-Valdez - gagnante de la saison 1

#### Candidats
| Candidat          | Profession                                                                    | Statut       | Date              |
| ----------------- | ----------------------------------------------------------------------------- | ------------ | ----------------- |
| Bayani Fernando   | Président du MMDA                                                             | Gagnant      | 8 novembre 2008   |
| JC Buendia        | Styliste                                                                      | 7e éliminé   | 8 novembre 2008   |
| Joey Marquez      | Comédien & politicien                                                         | 6e éliminé   | 8 novembre 2008   |
| Carlene Aguilar   | Bb. Pilipinas World 2005                                                      | 5ème éliminé | 25 octobre 2008   |
| Phil Younghusband | Footballeur professionnel                                                     | 4ème éliminé | 11 octobre 2008   |
| JL Cang           | Chef et ancien co-animateur de Ka-Toque                                       | 3e éliminé   | 27 septembre 2008 |
| Cory Quirino      | Personnalité de la télévision, chroniqueuse et experte en bien-être et beauté | 2e éliminé   | 13 septembre 2008 |
| Melanie Marquez   | Miss International 1979, mannequin et actrice                                 | 1er éliminé  | 6 septembre 2008  |

#### Duos
| Candidat          | Célébrité |
| ----------------- | --- |
| Bayani Fernando   | Renz Verano, Nonoy Zuñiga, Andrew E., Janno Gibbs, John Lapus, Julie Anne San Jose, Bituin Escalante, Willie Nepomuceno, Pilita Corrales, Pinky Marquez, Joey Lina, Basil Valdez et Pilita Corrales . |
| JC Buendia        | Randy Santiago, Jinky Vidal, Jet Pangan, Kimi Lu, Ayen Munji-Laurel, Yasmien Kurdi, Joey Generoso, Allan K., Teri Onor, Lovi Poe, Franco Laurel et Jonalyn Viray .                                    |
| Joey Marquez      | Nonoy Zuñiga, Randy Santiago, Keempee de Leon, Richard Gomez, Kyla, Mike Hanopol, Aiza Seguerra, Julia Clarete, Kuh Ledesma, Mike "Pekto" Nacua, Jowi Ann Marquez, Pops Fernandez et Keempee de Leon. |
| Carlene Aguilar   | Agot Isidro, Aicelle Santos, Rochelle Pangilinan, Duncan Ramos, Dulce, Karylle, Katrina Halili, Jay Durias, Maureen Larrazabal et Mocha.                                                              |
| Phil Younghusband | Aicelle Santos, Jay R, Maricris Garcia, Nyoy Volante, Sheree, Hayden Kho, Eula Valdez et Jolina Magdangal .                                                                                           |
| JL Cang           | Jinky Vidal, Agot Isidro, Wency Cornejo, Angelika dela Cruz, Ney Dimaculangan et Gian Magdangal . |
| Cory Quirino      | Vernie Varga, Renz Verano, Nanette Inventor et Arnell Ignacio . |
| Melanie Marquez   | Jay R, Vernie Varga et Jaya . |

### Saison 3

#### Juges
- Freddie Santos - metteur en scène de concerts et de théâtre
- Danny Tan - compositeur et arrangeur
- Tessa Prieto-Valdez - gagnante de la saison 1

#### Candidats
| Candidat           | Profession                                    | Statut       | Date              |
| ------------------ | --------------------------------------------- | ------------ | ----------------- |
| Joel Cruz          | Entrepreneur                                  | Gagnant      | 14 novembre 2009  |
| Jomari Yllana      | Acteur et producteur de concerts              | 7e éliminé   | 14 novembre 2009  |
| Akihiro Sato       | Modèle                                        | 6e éliminé   | 14 novembre 2009  |
| Gina Alajar        | Actrice et réalisatrice                       | 5ème éliminé | 7 novembre 2009   |
| Niccolo Cosme      | Photographe                                   | 4ème éliminé | 7 novembre 2009   |
| Nonito Donaire Jr. | Champion de WBA Interim World Super Flyweight | 3e éliminé   | 17 octobre 2009   |
| Maxie Cinco        | Styliste                                      | 2e éliminé   | 10 octobre 2009   |
| Mikaela Bilbao     | Chirurgien esthétique                         | Quitter      | 3 octobre 2009    |
| Janina San Miguel  | 2008 Binibining Pilipinas World               | 1er éliminé  | 12 septembre 2009 |

#### Duos
| Candidats          | Célébrités |
| ------------------ | --- |
| Joel Cruz          | Jessa Zaragosa, Arnel Ignacio, Geneva Cruz, Bimbo Cerrudo, Vernie Varga, Lovi Poe, Kim Idol, John Lapus, Andrea del Rosario, Melanie Marquez, Michael V. et Mae Flores. |
| Jomari Yllana      | Joey G., Julia Clarete, Raddha, Jett Pangan, Aia, Joey Marquez, Lougee Basabas, Rico J. Puno, Randy Santiago, Wyngard Tracy . Kuh Ledesma et Christian Bautista .       |
| Akihiro Sato       | Julia Clarete, Mocha, Duncan Ramos, Allan K, Geoff Taylor, Aicelle Santos, Kris Lawrence, Gino Padilla. Luke Mejares, Carlene Aguilar, Arnel Ignacio et Rich Asuncion . |
| Gina Alajar        | Arnel Ignacio, Gian Magdangal, Evette Pabalan, Tirso Cruz III, Rachel Alejandro, Ryan Eigenmann, Christopher de Leon, Ricky Davao, Carla Abellana et Frederick Peralta. |
| Niccolo Cosme      | Bituin Escalante, Jaya, Jolina Magdangal, Ara Mina Tuesday Vargas, Ate Glow, Kyla, Julie Ann San Jose, Frencheska Farr et Tim Yap.                                      |
| Nonito Donaire Jr. | Gian Magdangal, Joey G., Jay R, Moymoy Palaboy, Brenan Espartinez, Rachel Donaire et Mitch Valdez.                                                                      |
| Maxie Cinco        | Jaya, Jessa Zaragosa, Andrew E., Aiza Seguerra Wally Bayola et Philip Lazaro.                                                                                           |
| Mikaela Bilbao     | Mocha, Maureen Larrazabal, Sheree et Gretchen Espina . |
| Janina San Miguel  | Maureen Larrazabal, Bituin Escalante et Paolo Ballesteros . |

## Audiences
Selon l'outil Mega Manila développé par AGB Nielsen Philippines, le dernier épisode de Celebrity Duets: Philippine Edition a obtenu une audience de 17,8%. 